# Lophopogonius
Lophopogonius is een kevergeslacht uit de familie van de boktorren (Cerambycidae). De wetenschappelijke naam van het geslacht werd voor het eerst geldig gepubliceerd in 1935 door Linsley.

## Soorten
Lophopogonius is monotypisch en omvat slechts de volgende soort:
- Lophopogonius crinitus (LeConte, 1873)